# 蒸気霧

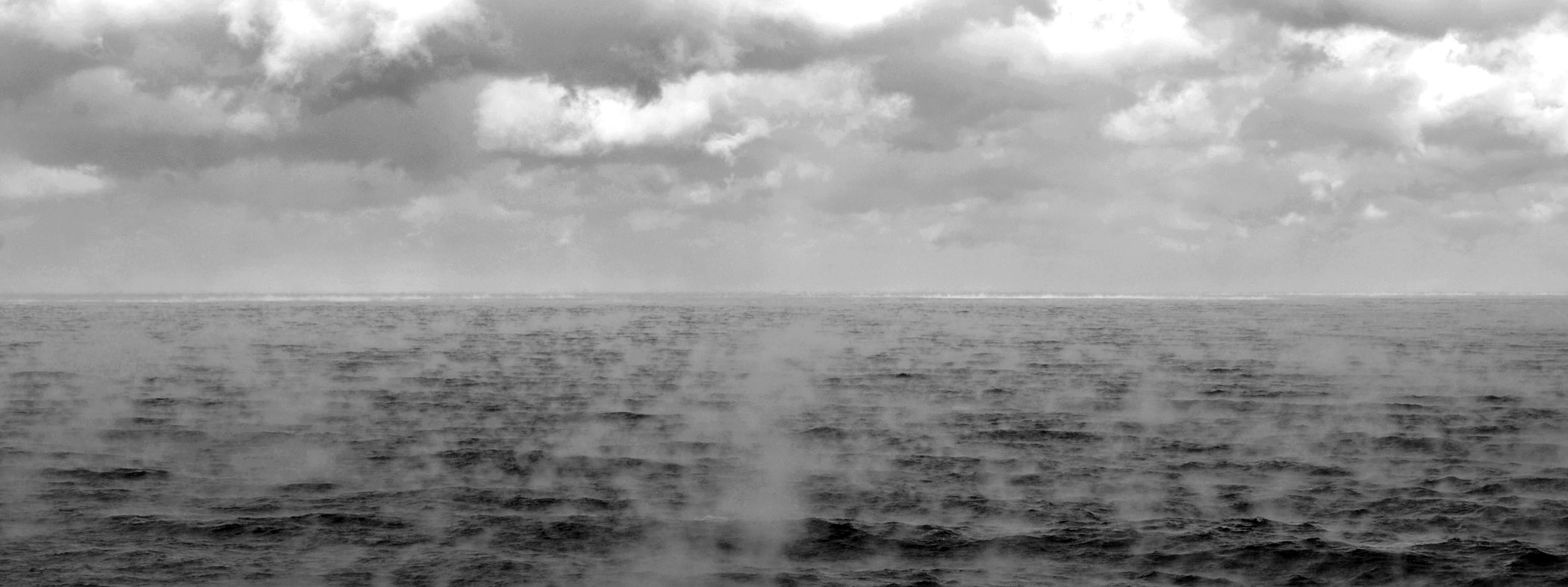
大西洋で起こる蒸気霧

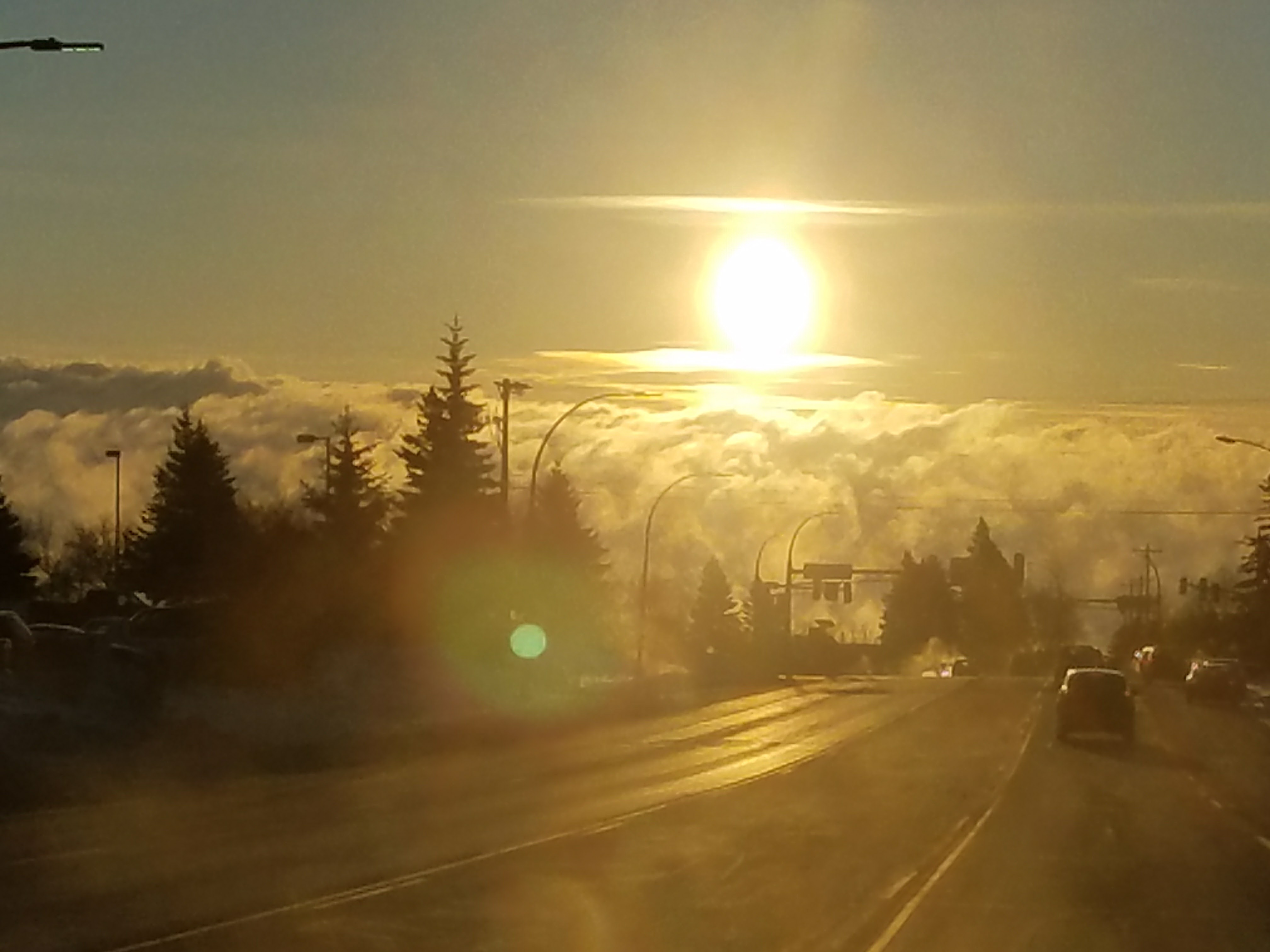
スペリオル湖で起こった蒸気霧（2017年1月5日撮影）

蒸気霧（じょうきぎり）は冷気が温かい水面上に流れてきたときにできる霧である 。北海道などでは気嵐（けあらし）とも呼ばれる。冷気中に起こった微風が温かい水上の水蒸気で飽和した暖気と混ざり合って形成される。暖気は露点を超えて冷却されるため、水蒸気の一部が凝縮する。同じ原理で起こる現象には寒い日にお風呂に入ろうとして蓋を開けると、湯船からブワッと湯気が立つことや、運動している人から生じる蒸気などがある。海で起こる蒸気霧は、乱気流のような見た目で、渦を巻いた柱を形成することがある。この柱は、高くなることはあまりなく大型の船舶であればその上から海上を見ることができる 。蒸気霧による柱は、温帯でみられることは稀であるが、極地地方では起こりやすい。放射冷却によって冷え込む晩秋から冬の、よく晴れて風が弱い日の朝に発生しやすく、初冬の風物詩にもなっている。また、入江の深いリアス海岸のような地形では蒸気霧が発生しやすい。